# Naman Keïta
Naman Keïta (Parijs, 9 april 1978) is een Franse atleet, die zich heeft gespecialiseerd in de 400 m horden, maar die ook op de 400 vlak uitstekende prestaties levert. Hij nam eenmaal deel aan de Olympische Spelen en won bij die gelegenheid een bronzen medaille.

## Biografie
Naman Keïta kwam oorspronkelijk uit voor Mali en heeft van dat land ook het nationaal record op de 400 m horden in handen. Sinds 2000 vertegenwoordigt hij Frankrijk. Op de Europese kampioenschappen van 2002 won hij een bronzen medaille op de 4 x 400 m estafette. Op de wereldkampioenschappen van 2003 behaalde hij op de 400 m de halve finale. Op deze WK behaalde het Franse team, bestaande uit Leslie Djhone, Naman Keïta, Stéphane Diagana en Marc Raquil, een tweede plaats achter het Amerikaanse team. Vanwege de dopingaffaire omtrent de Amerikaanse atleet Calvin Harrison werd het Franse team uiteindelijk tot wereldkampioen uitgeroepen.
Op de Olympische Spelen van Athene in 2004 wist Keïta zich in een inhaalrace vanaf de zevende plaats op te werken naar een derde plaats. In 48,26 s won hij een bronzen medaille achter Félix Sánchez en Danny McFarlane. Op de WK van 2005 in Helsinki werd hij vijfde. Op de EK van 2006 lag hij in de finale van de 400 m horden ter hoogte van de laatste horde op een derde plaats, maar werd op de finish door Rhys Williams voorbijgelopen. Hierdoor werd hij uiteindelijk vierde. Op de laatste dag van deze kampioenschappen werd hij met het Franse team Europees kampioen op de 4 x 400 m estafette.
Naman Keïta werd in 2007 op de WK in Osaka (Japan) positief getest op testosteron. Nadat ook de B-staal positief was bevonden werd Keïta, die overigens op deze WK in de halve finale werd uitgeschakeld, in oktober 2007 voor twee jaar geschorst. Naman Keïta heeft zijn fout erkend en is niet in beroep gegaan. Door de schorsing miste hij de Olympische Spelen van Peking en moest hij ook de WK van Berlijn in 2009 nog aan zich voorbij laten gaan.
Hij is aangesloten bij AC Issy-les-Moulineaux.

## Titels
- Frans kampioen 400 m horden - 2003, 2004, 2005, 2006

## Persoonlijke records
Outdoor
| Onderdeel    | Prestatie | Datum             | Plaats      |
| ------------ | --------- | ----------------- | ----------- |
| 200 m        | 21,48 s   | 13 mei 2006       | Los Angeles |
| 300 m        | 33,01 s   | 14 september 2004 | Tomblaine   |
| 400 m        | 45,74 s   | 3 april 2004      | Dakar       |
| 400 m horden | 48,17 s   | 23 juli 2004      | Parijs      |
| hoogspringen | 2,07 m    | 30 juni 1996      | Montgeron   |

Indoor
| Onderdeel    | Prestatie | Datum            | Plaats |
| ------------ | --------- | ---------------- | ------ |
| 800 m        | 1.53,10   | 18 februari 2006 | Azusa  |
| hoogspringen | 2,04 m    | 12 januari 1997  | Parijs |

## Golden League-podiumplekken
- 2004:  Golden Gala – 48,82 s
- 2004:  Meeting Gaz de France – 48,17
- 2004:  Memorial Van Damme – 48,56 s
- 2005:  Meeting Gaz de France – 48,27 s

1983: Lovasjov, Troshchilo, Tsjernetski, Markin ·
1987: Everett, Haley, McKay, Reynolds ·
1991: Black, Redmond, Regis, Akabusi ·
1993: Valmon, Watts, Reynolds, Johnson ·
1995: Ramsey, Mills, Reynolds, Johnson ·
1997: Thomas, Black, Baulch, Richardson, Hylton ·
1999: Czubak, Maćkowiak, Bocian, Haczek ·
2001: Moncur, Brown, McIntosh, Munnings ·
2003: Djhone, Keïta, Diagana, Raquil ·
2005: Rock, Brew, Williamson, Wariner ·
2007: Merritt, Taylor, Williamson, Wariner ·
2009: Taylor, Wariner, Clement, Merritt ·
2011: Nixon, Jackson, Taylor, Merritt ·
2013: Verburg, McQuay, Hall, Merritt ·
2015: Verburg, McQuay, Nellum, Merritt ·
2017: Solomon, Richards, Cedenio, Gordon ·
2019: Kerley, Cherry, London, Benjamin ·
2022: Godwin, Norman, Deadmon, Allison ·
2023: Hall, Norwood, Robinson, Benjamin